# هيليو كاسترو نيفيز
هيليو كاسترو نيفيز (بالإنجليزية: Hélio Castroneves)‏ مواليد 10 مايو 1975 في ساو باولو، البرازيل، هو سائق فورملا 1 برازيلي.

## سباقات شارك فيها
- البطولة الأمريكية لسباق السيارات
- بطولة فورمولا 3 البريطانية
- سلسلة إندي كار
- إنديانابوليس 500

## وصلات خارجية
- هيليو كاسترو نيفيز على موقع Racing-Reference.info (الإنجليزية)
- هيليو كاسترو نيفيز على موقع DriverDB.com (الإنجليزية)
- الموقع الرسمي